# Setge d'Almenara
Després de la setge de Borriana, Almenara era terra de frontera amb el Regne d'Aragó, i fou concedida el 1236 per l'antic governador de Balànsiya Sayyid Abu Zayd, en convertir-se al cristianisme, al bisbe d'Albarrasí. El rei reuneix les Corts generals a Montsó el 28 d'octubre de 1236 aconseguint tot l'ajut necessari, i fins i tot el Papa Gregori IX que qualifica l'acció amb el caràcter de croada i atorga una butlla el 2 de febrer de 1237.
En 1237, l'exèrcit, concentrat a Terol, va començar a baixar seguint el curs del riu Palància, prenent Uixó, Nules, i assetjant Almenara. A continuació es va prendre Bétera, Paterna, i Montcada, per finalment el Puig, on esdevindria una batalla decisiva